# Homonoia
Homonoia é um género botânico pertencente à família Euphorbiaceae.
Plantas encontradas da Malesia até Nova Guiné.

## Sinonímia
- Haematospermum Wall.
- Lumanaja Blanco

## Espécies
Composto por sete espécies:
| - Homonoia comberi - Homonoia intermedia - Homonoia javensis - Homonoia pseudoverticillata | - Homonoia retusa - Homonoia riparia - Homonoia symphylliaefolia |

## Nome e referências
Homonoia Lour.